# Val d’Hérens
Val d'Hérens – dolina w Szwajcarii w kantonie Valais, w Alpach Pennińskich. Odchodzi od doliny Rodanu na południe w miejscowości Sion. Po kilku kilometrach, w miejscowości Hérémence, odchodzi od niej na południowy zachód boczna dolina Val d’Hérémence. Val d'Hérens natomiast idzie dalej na południowy wschód i w miejscowości Les Haudères rozdziela się na dwie doliny: wschodnią Val de Ferpècle i zachodnią Val d’Arolla.
Od wschodu dolinę ogranicza zachodnia grań masywu Dent Blanche - Cornier, która oddziela ją od doliny Val d'Anniviers z jej górną odnogą doliną Val de Moiry. Od zachodu, od doliny Val d’Hérémence, oddziela ją masyw Aiguilles Rouges d’Arolla.

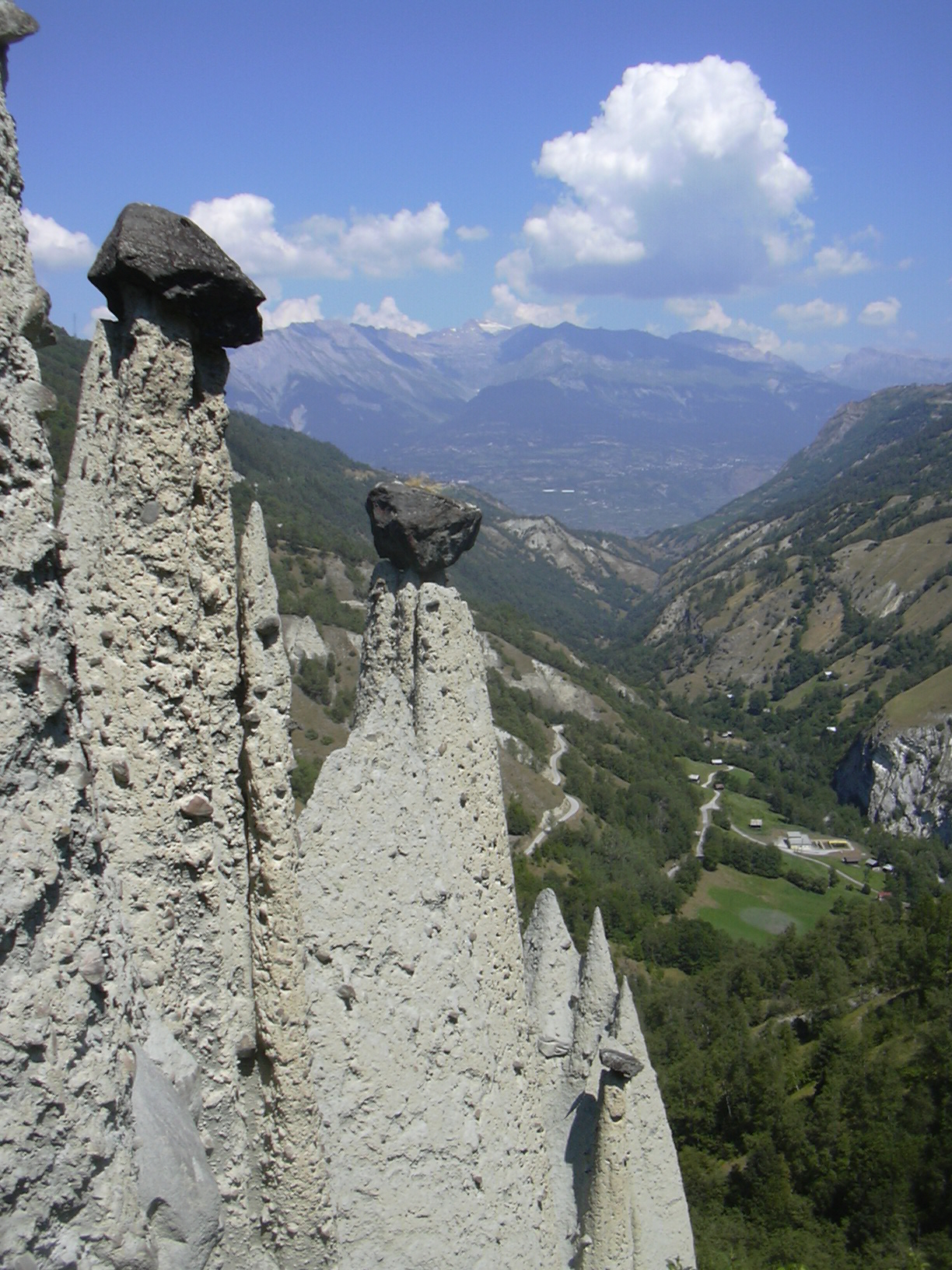
Piramidy z Euseigne. W dole Val d'Hérens

Doliną płynie rzeka Borgne. Wpada ona do Rodanu.
W dolinie znajdują się m.in. miejscowości Hérémence, Euseigne, Evoléne i Les Haudères.
Jedną z większych atrakcji turystycznych są piramidy ziemne z Euseigne. Znajdują się one w okolicy wylotu bocznej doliny Val de Hérémence i powstały w końcowej fazie ostatniej epoki lodowcowej. Piramidy mają wysokość od 10 do 15 metrów. Ich kamienne filary wykonane są z masywnych głazów. Stanowią pomnik przyrody.